# 396-я стрелковая дивизия (1-го формирования)
396-я стрелковая дивизия — воинское соединение Вооружённых Сил СССР в Великой Отечественной войне

## История
Сформирована в сентябре-октябре 1941 на Закавказском фронте в г. Кусары в рамках реализации постановления ГКО СССР № 459сс от 11.08.1941 . После завершения формирования первоначально продолжала дислоцироваться в Закавказье. После Иранской операции с 17 сентября она входила в 44-ю армию Закавказского фронта и дислоцировалась на Северном Кавказе, затем была переброшена на Черноморское побережье. В действующую армию поступила 23.11.1941 на основании директивы Ставки ВГК № 005070 от 22.11.1941, войдя в состав 51-й армии и занимала оборону на северной оконечности Таманского полуострова.
При приёме дивизии командующий 51-й армии генерал-лейтенант В. Н. Львов доносил командующему фронтом:

С такими штабами выполнить боевую задачу нельзя. Это случайные люди, абсолютно неподготовленные и нуждающиеся в замене… Полки дивизии не сколочены, не обучены, не обмундированы, завшивели.

Первоначально соединение было задействовано на обороне Черноморского побережья.
В рамках Керченско-Феодосийской десантной операции (26.12.1941-02.01.1942) соединение в составе 51-й армии высадилось в районе Феодосии и в дальнейшем действовало в Крыму.
С февраля 1942 дивизия использовалась как азербайджанская национальная. Создание национальных дивизий имело военно-политическую цель, так как преодоление языкового барьера позволило бы укрепить боевой дух и обеспечить тем самым сплоченность личного состава и повышение его боеспособности. ЦК Коммунистических партий Закавказских союзных республик из числа советского и партийного актива выделили и направили на Крымский фронт несколько сот партработников. Они же для выпуска многотиражек обеспечили дивизии квалифицированными кадрами и материально-технической базой.
В ходе майского наступления германской 11-й армии в Крыму (08-20 мая 1942) дивизия была уничтожена и официально расформирована 14 июня 1942 года.
После катастрофы Крымского фронта в мае 1942 года в Булганакских катакомбах Р-7 находился подземный гарнизон с 18 мая 1942 по август 1942 (найдены многочисленные надписи). Командовал подземным гарнизоном лейтенант М. В. Светлосанов, ранее командир батареи 510-го отдельного зенитно-артиллерийского дивизиона и старший политрук В. С. Гогитидзе. В период наступления частей 11-й немецкой армии усилились авиационные налёты противника на дивизионные батареи. Противник отрезал их от порта. Остатки 510-го дивизиона, 479-го медико-санитарного батальона 396-й стрелковой дивизии и примкнувшие к ним военнослужащие других частей укрылись в галереях каменоломни. Осадную борьбу с мая по август 1942 года вели немногим около 120 солдат и офицеров. Противник не стал сразу штурмовать штольни, выставив охранение из румынских частей. В отличие от Аджимушкайских каменоломен, в районе Булганакских вообще не было колодцев, воду высасывали из стен специальные команды и процеживали через марлю. Несколько попыток прорыва были неудачными. Гарнизон погиб почти в полном составе.

## Подчинение
- Закавказский фронт — с августа по сентябрь 1941 года
- Закавказский фронт, 44-я армия — с сентября по октябрь 1941 года
- Закавказский фронт — в ноябре 1941 года
- Закавказский фронт, 51-я армия — с 23.11.1941 по 30.12.1941
- Кавказский фронт, 51-я армия, с 30.12.1941 по 28.01.1942
- Крымский фронт, 51-я армия — с 28.01.1942 по февраль 1942 года
- Крымский фронт, 47-я армия — с февраля по март 1942 года
- Крымский фронт, 44-я армия — с марта по май 1942 года

## Состав
- 803-й стрелковый полк
- 816-й стрелковый полк
- 819-й стрелковый полк
- 957-й артиллерийский полк
- 175-й отдельный истребительно-противотанковый дивизион
- 185-я зенитная батарея (681-й отдельный зенитно-артиллерийский дивизион)
- 679-й миномётный дивизион
- 456-я разведывательная рота
- 675-й сапёрный батальон
- 845-й отдельный батальон связи
- 479-й медико-санитарный батальон
- 472-я отдельная рота химический защиты
- 509-я автотранспортная рота
- 355-я полевая хлебопекарня
- 819-й дивизионный ветеринарный лазарет
- 1452-я полевая почтовая станция
- 724-я полевая касса Госбанка

## Командиры
- 19.08.1941 — 30.10.1941 Григорович, Владимир Иосифович, полковник
- 01.11.1941 — 14.06.1942 Корчиков, Глеб Николаевич, полковник